# Distrito de Huácar
El distrito de Huácar es uno de los ocho que conforman la provincia de Ambo ubicada en el departamento de Huánuco en el centro del Perú. Está al Suroeste de Huánuco, la capital del departamento.

## Historia
Entre los pueblos visitados por Iñigo Ortiz de Zúñiga en 1562, figura el nombre de Huacas y recomienda en mérito a su topografía y situación, para fundar un pueblo, un nuevo pueblo para naturales, en el dominio español del IV-Virrey Diego López de Zúñiga. En la Relación del Virrey Enríquez, 1583, aparece como «Pueblo de San Miguel de Guáca», del Repartimiento de los Chupachos (dominio español=Real Audiencia). Por 1620, en la nómina de ayllus del Cura Gutiérrez de Castro aparece el pueblo de «San Miguel de Huácar», con su cacique Francisco Yacolca, en el dominio español del XII-Virrey Francisco Borja y Aragón. Trascendentalmente fue creado por Ley de 9 de febrero de 1861, en el gobierno del Presidente Ramón Castilla. Posteriormente, fue ratificado por Ley N.º 1598 de 21 de octubre de 1912, al crearse la provincia de Ambo, en el mandato del Presidente Guillermo Billinghurts.

### Religión
Desde el punto de vista jerárquico de la Iglesia católica forma parte de la Diócesis de Huánuco, sufragánea de la Arquidiócesis de Huancayo.

## Geografía

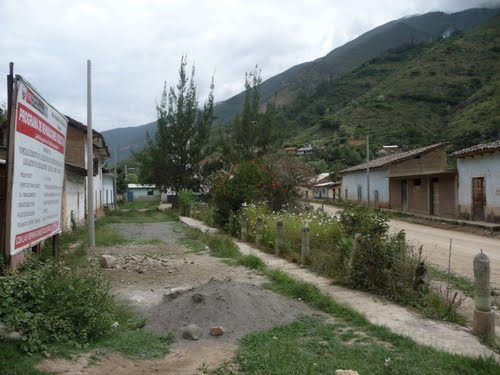
Centro poblado de Cochachinche, Huácar.

- Proyección de Población al 2002: 10 964 habitantes
- Superficie: 234,23 km²
- Su significado procede del quechua: Waka o Huaca, que traducido al castellano es: Adoratorio. En razón, que en el territorio de la actual ciudad, a la llegada de los españoles, se verificó la existencia de Huacas o mochaderos de los naturales. Así, los conquistadores o invasores, para desterrar la idolatría de los naturales, procedieron a su destrucción. Los frailes franciscanos, en el siglo XVI fundaron un conventillo y construyeron una iglesia. En fin, a la palabra Huacas se le habría cambiado la última letra «S» con una «R», resultando la palabra «Huácar».

### Coordenadas
- Latitud Sur: 10°-09´-28´´
- Longitud Oeste: 76°-14´-07´´
- Altura capital: 2.114 m s. n. m.

## Patrimonio

### Arqueológico
- Acush. Centro arqueológico pre inca, situada al noroeste de Huácar, a 10 km de distancia de la capital distrital y 5 km del pueblo de Cochatama. En un cerro adyacente, quedan construcciones líticas y numerosas cavernas donde se encontró objetos de arcilla e instrumentos de hueso, junto a restos humanos despedazados.
- Atash. Es una ciudad preinca, localizada a más de 15 km de Huácar, en el lugar pueblo denominado mantacocha a cargo del hacendado Leandro Condezo en los años de 1900. y lado Oeste, con cuatro colinas colmadas de construcciones de piedra y barro, aproximadamente a 3.000 m s. n. m. Es conocido como el Macchu Picchu del distrito de Huácar.

### Arquitectónico
- Iglesia San Miguel. Es de tipo colonial y su construcción se realizó en 1580 (1.ª; y 1965, 2.ª reconstrucción acabada). En su interior está el venerado San Miguel Arcángel, el Cristo de Tres Rostros y otros, se encuentran aquí los restos del párroco Gregorio Cartagena.
- Paccha. Es una cascada o caída de agua de 20 metros, que es especial para realizar  «camping» y está a 1 km de Huácar, con dirección a Cochatama. Casa posada de Bolívar. Situada en la misma ciudad, casa antigua histórica, que sirvió como vivienda del Libertador Simón Bolívar.
- De repente. lugar de molienda de caña de los padres franciscanos y jesuitas quienes formaron el pueblo de Huácar donde se cultivaban viñedos para la fabricación de sus vinos. así mismo se encuentra un molino de granos hoy destruido.
- Además, tiene sitios arqueológicos preincas como:
  - Rumal Huaranga (en Yanamachay), Piqui Marca y Piedra Calla (en Manca).
- Rocoscoto. Indecible planicie prolija para la práctica del deporte de aventura (alas delta-parapente). Igualmente sobresalen: La estupenda reliquia de Collormayo (La Loma),
- El Centro Cívico, construido por el Ing. Rómulo Condezo en el periodo de 1995.
- El paisaje de la catarata de Collormayo y el asombroso vestigio de Rumal-Huaranga (Yanamachay).
- Guermachay el rostro de un  hombre de piedra  genio  “laguna de shallaycocha ”   y ruinas de shallay  que son construcciones  de piedra”	 localizada a más de 20 km de Huácar, en el lugar pueblo denominado San Juan Yanac

- LOS BAÑOS DE COLLORMAYO

hasta la fecha se encuentran enterrado por toneladas de tierra escaneada del cerro rocoscoto consta de un hermoso lugar construido a base de piedras moldeadas por la mano del antiguo poblador,
y se encuentran frente a la casona de COLLORMAYO justo al empezar la quebrada por dónde se hizo la carretera a mauca y cochatama este lugar según cuenta el dr Crispín ya fallecido tiene un valor escondido víctima de la conquista española.

## Autoridades

### Municipales
- 2023 - 2026[2]
  - Alcalde: Abg. Cleber Mory Rojas

GESTION 2023 - 2026

### Religiosas
- Diócesis de Huánuco
  - Obispo: Mons. Jaime Rodríguez Salazar, MCCJ.

## Gastronomía
En su gastronomía, se destacan:
- Locro de gallina (guiso de gallina con cebolla, papas y ají).
- Picante de cuy (guiso de cuy cocinado en salsa de ají colorado y amarillo y las tripas tostadas y molidas en batan de piedra).
- Pachamanca (carnes diversas, papas y choclo o maíz tierno cocidos bajo tierra entre piedras calientes con hierbas aromáticas, al estilo prehispánico).

## Festividades
- 12 de enero fiesta de los negritos.
- Febrero carnavales, fiesta de calixto carnavalon y la fiesta de compadres en pachuragra
- Semana Santa
- 28 de septiembre fiesta patronal de San Miguel.
- 18 de octubre fiesta del Señor de los Milagros
- 12 de diciembre fiesta patronal de la Virgen de Guadalupe.
- 25 de diciembre fiesta de los  negritos.

## Galería
- Wikimedia Commons alberga una categoría multimedia sobre Distrito de Huácar.